# Rusowie

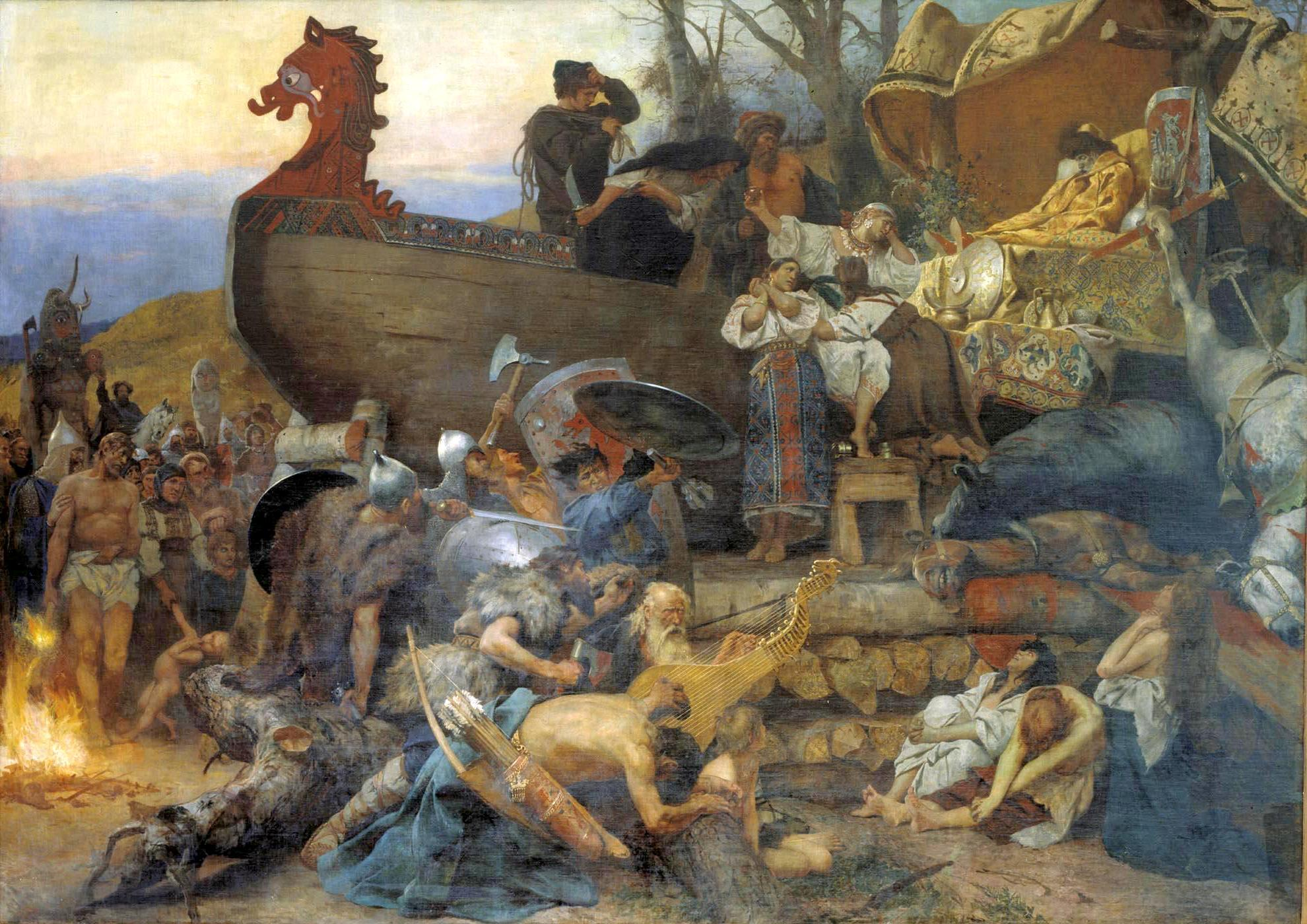
Pogrzeb wodza Rusów, obraz pędzla Henryka Siemiradzkiego. Państwowe Muzeum Historyczne, Moskwa.

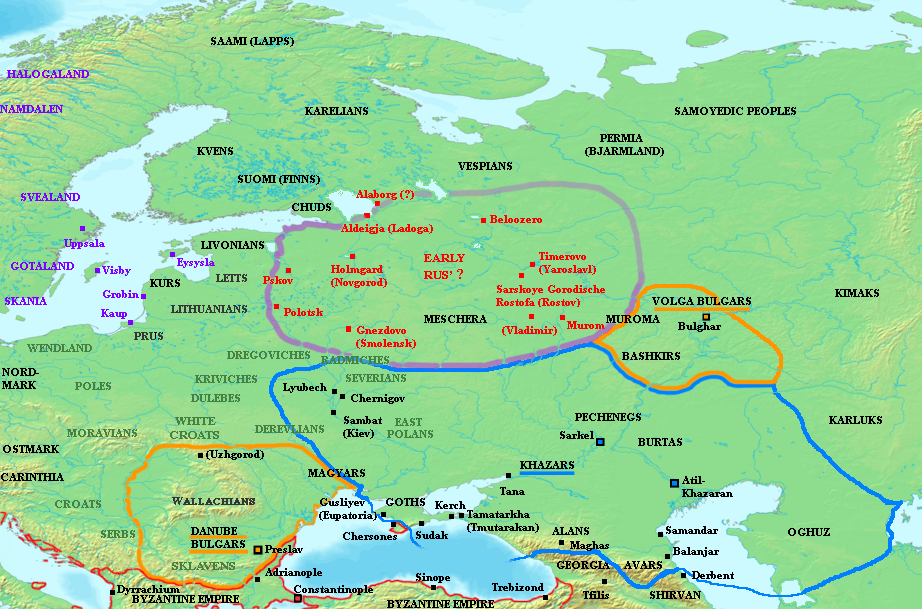
Ruś w połowie IX wieku. Barwą czerwoną oznaczono najstarsze grody ruskie – obszary tę stanowię kolebkę państwowości ruskiej. Linią niebieską oznaczono granice Kaganatu Chazarskiego. Rusowie toczyli z Chazarami w IX w. wiele wojen i wyparli ich ostatecznie w X wieku z terytoriów dzisiejszej Ukrainy i południowej Rosji.

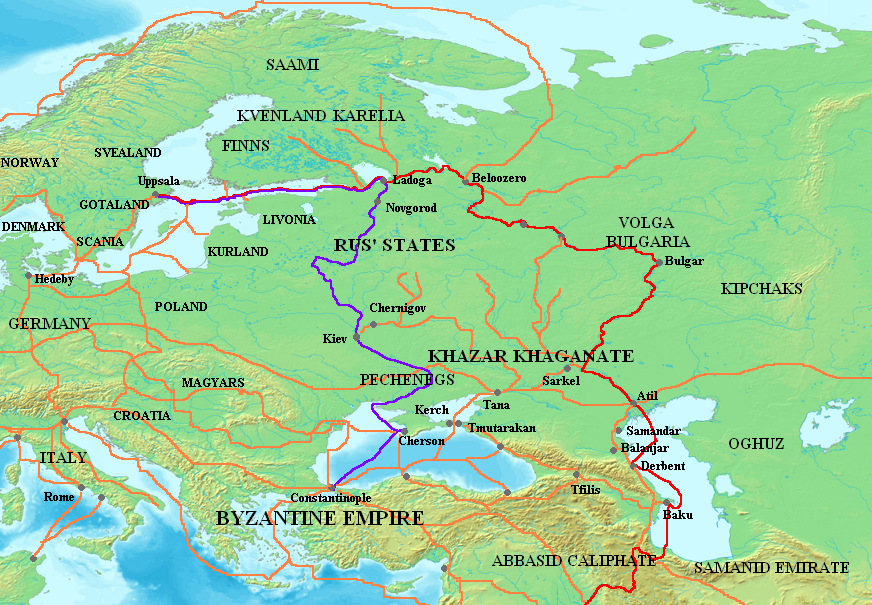
Szlaki wędrówek Rusów w IX wieku. Barwą czerwoną oznaczono szlak "saraceński", fioletową szlak "od Waregów do Greków".

Rusowie (także Rusini; inne nazwy: Rhosowie, Rosowie) – lud o prawdopodobnie wieloetnicznym pochodzeniu, który miał skolonizować dorzecza Wołchowa, Wołgi i Dniepru i utworzyć tam organizacje państwowe nazywane po ich późniejszym zjednoczeniu Rusią Kijowską. Od nich pochodzi także nazwa kraju Rosja.
W tradycyjnej historiografii zachodniej dominuje hipoteza, iż Rusowie byli ludem nordyckim, podczas gdy w historiografii słowiańskiej, a szczególnie w starszej rosyjskiej, iż był to lud pochodzenia słowiańskiego, obecnie pogląd ten ulega weryfikacji.

## Pochodzenie i nazwa

### Teoria normańska
Najczęściej, zgodnie z zapisami kronik, wywodzi się ich z terytoriów obecnej Szwecji, być może z rejonu Roslagen w Upplandzie, które miałby wziąć od nich właśnie swą nazwę, skąd mieli na przełomie VIII i IX wieku przeprawić się na wschodnie wybrzeża Bałtyku. Na obszarze tym powstały trzy niezależne kaganaty z głównymi ośrodkami w Nowogrodzie, Starej Ładodze i Białojeziersku. Z czasem państwa te zjednoczył ok. 860 r. Ruryk, który w 862 r. uczynił stolicą swego państwa Nowogród. Moment ten jest uważany obecnie przez Rosjan za początek historii Rosji. Państwo Ruryka zwane Rusią Nowogrodzką lub po szwedzku Gardariki stało się kolebką państwowości rosyjskiej. Niektórzy członkowie drużyny Ruryka pod przywództwem Askolda i Dira udali się dalej, w dół Dniepru i zawładnęli państwem plemiennym Polan wraz z ich najważniejszym grodem – Kijowem. Następca Ruryka, Oleg Mądry ok. 880 r. podbił państwo Askolda i Dira i w ten sposób doprowadził do zjednoczenia Rusi. Po połączeniu obu kaganatów Oleg przeniósł z przyczyn geopolitycznych stolicę z Nowogrodu do Kijowa. Z czasem władcom kijowskim udało się podporządkować sobie większość ludów wschodniosłowiańskich. Teoria ta opiera się przede wszystkim na kronice Nestora, ale także na wielu innych źródłach pisanych i odkryciach archeologicznych, potwierdzających skandynawskie osadnictwo w rejonie Ilmenu, Ładogi i Białego Jeziora a następnie wzdłuż Dniepru w IX i X wieku.
Podstawowym problemem teorii normańskiej jest sam fakt występowania nazwy Rosowie i nazw pochodnych na terenach Rusi przed pojawieniem się tam Skandynawów. Normaniści muszą to tłumaczyć (zdaniem ich przeciwników mało prawdopodobnym) zbiegiem okoliczności. Innym argumentem przeciw niej jest brak dowodów, by jakiekolwiek plemię skandynawskie posługiwało się nazwą Rosowie, Rusowie, czy też podobną. Większość zwolenników tej teorii zgadza się co do tego, że nazwa ta nie była pierwotną nazwą własną ludu skandynawskiego i przyjmuje, że została mu nadana przez plemiona ugrofińskie (niektórzy przywołują jednak wymienione wyżej Roslagen, a także imiona wikingów szwedzkich zawierające rdzenie Ros, Rot, czy fińskie określenie Szwedów – Ruotsi). Innym słabym punktem teorii jest fakt, że drużyna zdobywców była wieloetniczna. W jej skład wchodzili prawdopodobnie zarówno Germanie jak i Ugrofinowie oraz Słowianie. Świadczą o tym imiona jej członków, posiadające różną etymologię, oraz opis Nestora, który zaznacza w swej kronice, że Ruryk był innej narodowości niż Askold i Dir. Kolejnym problemem jest to, że już w IX wieku Rusowie pojawiają się na południu terytorium dzisiejszej Ukrainy – wcześniej niż powinni wedle będącego głównym źródłem teorii normańskiej Nestora.

### Teorie słowiańskie
- Istnieje koncepcja łącząca ich z noszącym tę samą lub bardzo podobną nazwę (Rosowie lub Rosomoni, Hros) ludem nieznanego pochodzenia wymienianym m.in. przez Jordanesa, a zamieszkującym obszary dzisiejszej Ukrainy. Na podstawie informacji o tych wczesnych Rosach powstała jedna z tzw. "teorii słowiańskich". Zakłada ona, że byli oni ludem słowiańskim i stali na czele konfederacji plemion słowiańskich, w której później dominującą rolę przejęli kijowscy Polanie. Właściwi wcześni Rosowie roztopili się wśród okolicznych ludów bądź zostali wybici w walkach z Chazarami, zaś ich nazwę przejęli Polanie, a z czasem i inne zdominowane przez nich ludy. Obok wzmianek Jordanesa zwolennicy teorii słowiańskiej podkreślają niektóre fragmenty Powieści minionych lat wskazujące na takie właśnie przejęcie nazwy Ruś przez Polan, a także te wszystkie miejsca, w których określa on plemiona słowiańskie jako należące do Rusi. Uznają oni też, że Powieść... została przerobiona i usunięto z niej fragmenty świadczące o wczesnej Kijowskiej państwowości Rusów, a dopisano te mówiące o centralnej roli Nowogrodu.
- Inna koncepcja zakłada, że słowa: "Ros-", "Rus-" pochodzą od wschodniosłowiańskiego wyrazu "rossieje" (stąd też miałaby pochodzić nazwa Rossija), co oznacza "daleko, po ziemi", co odpowiadałoby charakterowi rozległego kraju. Autorem tej koncepcji jest Maciej Stryjkowski.
- W czasach radzieckich w Rosji i na Ukrainie największą popularność uzyskała hipoteza wskazująca na pochodzenie nazwy Ruś od nazwy rzeki Roś, przepływającej nieopodal Kijowa.

Brak podstaw do twierdzenia, że Rosowie wymieniani przez Jordanesa byli ludem słowiańskim. Jedyną przesłanką przytaczaną na jego obronę jest przekonanie o dawności osadnictwa słowiańskiego w rejonie. Jednak bez wątpienia nie tylko Słowianie zamieszkiwali tereny Ukrainy, w dodatku dokładnego miejsca zamieszkiwania dawnych Rosów nie znamy. Znane imiona Rosów (Sunilda, Sarus, Ammius) również, wedle językoznawców, nie są słowiańskie. Ponad 200-letni brak jakichkolwiek informacji o Rosach, między 602 rokiem a latami 30. IX wieku. Najpoważniejszym argumentem przeciw niej są jednak źródła pisane, kronika Nestora i wiele pism arabskich, bizantyńskich, a także wzmianki w dokumentach zachodnioeuropejskich jednoznacznie potwierdzają, że Rusini wywodzą się ze Skandynawii.

### Inne koncepcje
Niektórzy autorzy nawiązują do enigmatycznej wzmianki u Pseudo-Zachariasza Retora (lub Pseudo-Zachariasza z Mityleny, zdaniem innych autorów chodzi o Melitene w Armeniakon, zapiska istnieje w aneksie do Historii Kościoła autorstwa biskupa Zachariasza, ale nie jest jego autorstwa, stąd przydomek "Pseudo"):

Za bramą [Morza Kaspijskiego] jest 13 ludów ... Za nimi są ludzie Ammazartè [Amzar-te] i Ludzie-Psy [Klb brns], a na północny zachód od nich Amazonki, kobiety z jedną piersią,  które mieszkając tam, prowadzą wojny konno i z użyciem broni [...] Ludzie sąsiadujący z nimi to Herosi [w oryginale HRWS], mężczyźni o długich kończynach, nie posiadający broni i koni, gdyż konie nie są w stanie ich unieść, ze względu na ich [zbyt długie] kończyny. Dalej na wschód, u podnóża Północy mieszkają trzy czarne narody.

Terminu Herōs nie da się tutaj wywieść bezpośrednio z HRWS, ale czynią tak autorzy, którzy całą zapiskę traktują jako bajkową. Problemem jest tutaj odczytywanie nazw własnych z języka syryjskiego, w którym, z reguły, nie zapisywano samogłosek (stąd domniemywa się, że BWRGR to Βούλγαροι Bułgarzy, SBR to Σάβιροι, Sabirowie, 'BR to "Αβαροι, Awarowie etc.).
Pierwszy analogię pomiędzy HRWS a Ros' dostrzegł Josef Markwart, uważał on hrws za perskie zniekształcenie średniogreckiego rous- (łacińskie russeus "czerwonawy, rudawy"). Podobnie uważał węgierski orientalista Károly Czeglédy (niekiedy Charles; 1914-1996) Hrws/hrus < gr. Ρουσιοι/Rousioi, "Czerwoni". Henryk Łowmiański uważał HRWS za metatezę Hros = Rhos i uważał, że dotyczy Antów naddnieprzańskich:

Według wspomnianego źródła HRWS mieszkali obok Amazonek, lokalizowanych nad Meotydą; tymczasem Prokop umieszczał nad Meotydą Utigurów (których należy rozumieć wraz z pokrewnymi im Kutrigurami), a na północ od nich Antów, czyli Siewierę. Wcześniejszy Ptolemeusz po Stawanach-Słowianach przytaczał Alanów nad Meotydą. Konfrontacja tych wzmianek z późniejszą terminologią źródeł bizantyjskich, określających Rusów mianem Rhos, również sugeruje nawiązanie HRWS do Rusi i Siewiery nad średnim Dnieprem.

### Teoria mieszana
Nie wszyscy uczeni uznający łączność między Rosami Jordanesa a Rusami IX-wiecznymi są zwolennikami teorii słowiańskiej. Niektórzy, jak Lew Gumilow, uznają ich za lud zamieszkujący Ruś przed ekspansją Słowian, który w wiekach VII – IX walczył o dominację nad nimi i ostatecznie zwyciężył.
Inna teoria głosi, że Słowianie żyli razem z ludnością skandynawską (germańską i ugrofińską), tworząc kilka państewek, które później zjednoczył Ruryk (którego narodowości nie znamy). Teoria ta odpowiadałaby opisowi wydarzeń z Latopisu ruskiego Nestora. Ruryk zakończył walki pomiędzy małymi państewkami dzięki drużynie wareskiej sprowadzonej ze Szwecji. Nazwa "Rusini" według tej teorii jest pochodzenia ugrofińskiego i oznacza "mieszkańców znad brzegu", "pobrzeżan", co odpowiadałoby trybowi życia prowadzonym przez Waregów, którzy prowadzili swe wyprawy głównie wzdłuż rzek i brzegów morza. Również Słowianie kolonizowali obszary późniejszej Rusi poczynając od terenów nadrzecznych.

## Pierwsze wzmianki

### Annales Bertiniani
Pierwsza pewna informacja o Rusach pochodzi z roku 839 z rocznika Annales Bertiniani. Wraz z bizantyjskim poselstwem do Ludwika Pobożnego, do Ingelheim am Rhein przybyło trzech ludzi zwących swój lud Rhosami, którzy zostali przedstawieni jako posłowie Chacanusa Rhosów wysłani do cesarza Bizancjum w celu nawiązania przyjaźni. Cesarz prosił Ludwika Pobożnego o umożliwienie im powrotu do ojczyzny, gdyż droga, którą przybyli do Konstantynopola, jest zamieszkana przez dzikie i barbarzyńskie ludy. Rhosowie zostali rozpoznani jako Szwedzi (Quorum adventus causam imperator diligentius investigans, comperit, eos gentis esse Sueonum) i zatrzymani do wyjaśnienia (przypuszczalnie byli podejrzani o szpiegostwo), ich dalszy los jest nieznany.
Dzięki tej notatce wiemy, że Rosowie już w początkach IX wieku mieli swoje państwo gdzieś na północy późniejszej Rusi (tylko położenie nad brzegami Morza Bałtyckiego uzasadniało powrót z Bizancjum przez państwo Franków) oraz że władca ich nazywał siebie Chacanem, co sugeruje, że utrzymywali oni kontakty z Chazarami – jedynym ludem, od którego mogli zapożyczyć ten tytuł (niektórzy wyciągają z tego wniosek, że ówcześni Rusowie podlegali Chazarom).

### Liutprand i Focjusz
Liutprand z Cremony, który w 949 oraz 968 posłował na dwór bizantyński, stwierdza, że termin "Ruś" oznaczał Normanów i był ich drugą nazwą: Rusios, quos alio nos nomine Nordmannos apellamus [...]; Graeci vocant [...] Rusios, nos vero a positione loci nominamus Nordmannos.
W źródłach arabskich z IX wieku Rusowie pojawiają się kilkakrotnie jako kupcy w chazarskim Itilcie i w Konstantynopolu handlujący niewolnikami i futrami. W roku 860 nastąpił pierwszy atak Rusów na Konstantynopol, Rusowie spalili przedmieścia, ale atak zakończył się klęską. Patriarcha Focjusz kilka lat później pisał, że Rusowie po tej porażce stali się przyjaciółmi Cesarstwa i przyjęli chrześcijaństwo. Nie potwierdzają tego żadne inne źródła, Rusowie jeszcze długo będą poganami, więc jeśli takie nawrócenie rzeczywiście nastąpiło, to musiało być krótkotrwałe.

### Jeden czy dwa kaganaty
Biorąc pod uwagę, że mamy pewność obecności Rusów zarówno nad Ilmenem, jak i w Kijowie w IX wieku przed datami wymienionymi w Powieści minionych lat, powstaje pytanie, czy Nestor pomylił się o kilkadziesiąt lat, czy też przed przybyciem Ruryka istniało już inne państwo ruskie, o którym autor kroniki nie wiedział lub z powodów politycznych nie chciał wspominać (ewentualnie wzmianki o nim usunięto).
Za ślad takiego państwa w Powieści uchodzi informacja o Waregach, którzy przed przywołaniem Ruryka mieliby stacjonować w Nowogrodzie lub jego okolicach i zostali stamtąd wygnani. Teorię tę potwierdziły badania przeprowadzone przez Rosjan, którzy odkryli, że przed 860 istniały trzy (lub więcej) niezależnych państewek ruskich z głównymi grodami w Nowogrodzie Wielkim, Starej Ładodze i Białojeziersku. Innymi ważnymi ośrodkami były: Jurjew, Izborsk, Peryń i Rostów. Państewka te zjednoczył dopiero ok. 860–862 r. Ruryk. Drugie państwo ruskie Askolda i Dira, którzy oddzielili się od Ruryka, powstało po podbiciu Kijowa, skąd prowadzono wyprawy na Konstantynopol. Kres kaganatu w Kijowie położył ok. 884 Oleg Mądry, syn Ruryka. Za koncepcją dwóch państw ruskich przemawiają także odkrycia archeologiczne dowodzące pożarów w grodach z ludnością skandynawską wokół Ilmenu w latach 60. IX wieku, a więc w czasie podawanym przez kronikę Nestora.
Niektórzy badacze odrzucają jednak w całości wczesne daty z Powieści, przyjmując jednocześnie samą historię. I tak zdaniem Stefana Bratkowskiego Ruryk miałby przybyć na Ruś w początkach lat 30. i od tego czasu państwo ruskie miałoby zachowywać ciągłość. Na poparcie tej tezy przywołuje on występującą w tych latach w źródłach zachodnich postać wodza wikingów Ririka. Za ciągłością państwa Rusów przemawiają też świadectwa arabskie dotyczące ustroju, który jeszcze w latach 20. X wieku miał nosić wyraźne cechy chazarskie (dwuwładza sakralnego – nigdy nie dotykającego ziemi − Kagana i jego wojewody).

## Ruryk i Rurykowicze
Pierwszym znanym z imienia władcą Rusów – Waregów – jest Ruryk. Miał on według Powieści minionych lat w roku 862 na wezwanie skłóconej ludności przybyć do Nowogrodu i objąć tam władzę, jego następcy Oleg i Igor podporządkowali sobie większość plemion wschodniosłowiańskich, organizowali także kilkakrotnie wielkie wyprawy na Konstantynopol, w latach 906, 941 i 944, mające na celu wymuszenie okupu i korzystnych układów handlowych. Przez cały X wiek trwały też ruskie napady na arabskie miasta, na wybrzeżach Morza Kaspijskiego, przy czym źródła pisane nie mówią nic o ich organizatorach. Ponownie przyjmują chrześcijaństwo, najpierw za Olgi w 955, a później, już ostatecznie, za Włodzimierza w 989. Z biegiem czasu zarówno Rusini, jak i wszyscy podlegający ich władzy zaczęli być określani wspólnym mianem Rusi, elita jednak wciąż jeszcze podtrzymywała związki ze Skandynawią (skąd pochodziła znaczna część wojów), sprowadzając stamtąd kolejne wareskie drużyny, aż do roku 1043. Później wszelkie etniczne i kulturowe różnice między Rusinami zanikły na skutek asymilacji substratu germańskiego i ugrofińskiego ze słowiańskim.

## Pochodzenie Siemowita
Istnieje stara teoria, według której Siemowit – założyciel dynastii piastowskiej – był jednym z potomków Ruryka. Miał on objąć władzę w państwie Polan po śmierci Popiela. Jak wiadomo, jedna z tras ruskich wypraw biegła poprzez Dniepr, Prypeć i Bug do Wisły. O teorii tej wspomniał w swym Słowniku etymologicznym języka polskiego Andrzej Bańkowski. Zwolennikiem teorii o normańskim pochodzeniu władców Polan był Karol Szajnocha, który dowodził, że imiona Lach i Wareg oznaczają w językach skandynawskich to samo: towarzysza i sprzymierzeńca, przy czym forma Lach jest starsza od poświadczonej dopiero w IX wieku nazwy Wareg.